# 大池通り
大池通り（、ローマ字表記: Ōike Dōri）は、福岡県福岡市南区の清水四ッ角交差点から福岡県福岡市城南区の片江1丁目交差点までの福岡県道602号後野福岡線・市道清水干隈線4.9kmに付けられた福岡市道路愛称。

## 概要
福岡市南部（南区北部・城南区東部）の住宅地を東西に連絡する道路であり、東は福岡市道清水上牟田線（きよみ通り）に直結し、片江1丁目交差点から西の市道清水干隈線は福大通りに指定されている。
愛称名は1979年の福岡市制施行90周年を記念した道路愛称事業により制定された。由来は沿線に野間大池があることから。

## 通過する自治体
- 福岡市（南区・城南区）

## 主な接続路線
- きよみ通り（清水四ッ角交差点）
- 日赤通り（清水四ッ角交差点）
- 福岡県道602号後野福岡線（南区野間1丁目以南は若久通りと重複、南区野間1丁目から清水四ッ角交差点までは当道路と重複、清水四ッ角交差点以北は日赤通りと重複）
- 高宮通り（野間四ッ角交差点）
- 若久通り（南区野間1丁目）
- 福岡県道555号桧原比恵線（樋井川3丁目交差点）
- 油山観光道路（島廻り橋西交差点）
- 福大通り（片江1丁目交差点）
- 福岡県道557号東油山唐人線（片江1丁目交差点）

## 沿線
南区北部の清水四ッ角交差点が起点である。南西に進み、高宮駅・福岡第一高等学校のそばで西鉄天神大牟田線と立体交差し、野間1丁目で県道602号線が南に分かれ、市道の単独区間となる。大池小学校の前を過ぎたところにある野間大池前交差点の脇には野間大池がある。野間大池は周辺が野間大池公園として整備されている。
野間大池の先の長住2丁目交差点で右にカーブしてほぼ真西に向きを変え、樋井川3丁目交差点で城南区に入り、樋井川を渡り片江1丁目交差点で終点となる。そのまま直進すると福大通りに入る。
福岡市南部の住宅地を東西に縦貫しているため一日を通して交通量が多く、沿線にはスーパーマーケットや飲食店、カーディーラーなどのロードサイド店舗が立ち並ぶ。